# Dovegh
Dovegh (in armeno Դովեղ? 
, anche chiamato Dovekh, Doveqh e Duvakh; precedentemente Balakend) è un comune dell'Armenia di 602 abitanti (2001) della provincia di Tavush.